# Stenfrø (Lithospermum)
Stenfrø (Lithospermum) er en slægt af planter, der består af omkring 45 arter, hvoraf to findes vildtvoksende i Danmark. Slægten Buglossoides kaldes også for Stenfrø.

## Arter
De danske arter i slægten:
- Lægestenfrø (Lithospermum officinale)
- Rynket stenfrø (Lithospermum arvense)